# Copa Intercontinental 2024 (India)
La Intercontinental Cup 2024 fue la tercera edición de la Copa Intercontinental, un torneo de fútbol de 3 participantes que se celebró en GMC Balayogi Athletic Stadium en la ciudad de Hyderabad, India, del 3 al 9 de septiembre de 2024.
El torneo fue organizado por la AIFF.
India ganó la edición anterior con una victoria por 2-0 sobre Líbano en la final en junio de 2023.
Siria ganó esta edición al terminar en primer lugar de la clasificación después de derrotar a Mauricio 2-0 y a India 3-0. Con un gol cada uno, Mahmoud Al-Mawas, Mahmoud Al Aswad, Daleho Irandust y Pablo Sabbag terminaron como máximos goleadores de la competencia. Mahmoud Al-Mawas de Siria fue galardonado como mejor jugador del torneo.

## Participantes
El torneo lo disputaron equipos de dos confederaciones diferentes en la ventana internacional de la FIFA del 2 al 10 de septiembre de 2024. India, como anfitrión, se unió a Siria de la Confederación Asiática de Fútbol (AFC) y Mauricio de la Confederación Africana de Fútbol (CAF). Los equipos se enfrentaron entre sí en una fase de todos contra todos, y el equipo con más puntos fue el campeón.
Ranking FIFA de las selecciones nacionales participantes, al 18 de julio de 2024:
- Siria (93) - primera participación
- India (124) - cuarta participación - anfitrión
- Mauricio (179) - primera participación

## Clasificación
| Pos. | Equipo   | PJ | PG | PE | PP | GF | GC | DG | Pts. |         |
| ---- | -------- | -- | -- | -- | -- | -- | -- | -- | ---- | ------- |
| 1    | Siria    | 2  | 2  | 0  | 0  | 5  | 0  | +5 | 6    | Campeón |
| 2    | Mauricio | 2  | 0  | 1  | 1  | 0  | 2  | -2 | 1    |         |
| 3    | India    | 2  | 0  | 1  | 1  | 0  | 3  | −3 | 1    |         |

## Fixture
| Fecha                          | Lugar     |       |                     | Resultado |                     |          |
| ------------------------------ | --------- | ----- | ------------------- | --------- | ------------------- | -------- |
| 3 de septiembre de 2024, 19:30 | Hyderabad | India | Bandera de la India | 0:0       | Bandera de Mauricio | Mauricio |
| 6 de septiembre de 2024, 19:30 | Hyderabad | Siria | Bandera de Siria    | 2:0       | Bandera de Mauricio | Mauricio |
| 9 de septiembre de 2024, 19:30 | Hyderabad | India | Bandera de la India | 0:3       | Bandera de Siria    | Siria    |

## Campeón
| Copa Intercontinental 2024 |
| -------------------------- |
| Bandera de Siria           |
| Siria                      |

## Goleadores
1 gol
- Mahmoud Al-Mawas
- Mahmoud Al Aswad
- Daleho Irandust
- Pablo Sabbag

1 gol en contra
- Brendon Citorah (contra Siria)